# ريمي أوبيرجونوز
ريمي أوبيرجونوز (بالإنجليزية: Remy Auberjonois)‏ هو ممثل أمريكي، ولد في 21 يناير 1974 في الولايات المتحدة.

## أعمال

### أفلام
- (2007) مايكل كلايتون[3]
- (2009) الدولي[4]

## وصلات خارجية
- ريمي أوبيرجونوز على موقع IMDb (الإنجليزية)
- ريمي أوبيرجونوز على موقع ميوزك برينز (الإنجليزية)
- ريمي أوبيرجونوز على موقع قاعدة بيانات برودواي على الإنترنت (الإنجليزية)
- ريمي أوبيرجونوز على موقع قاعدة بيانات الفيلم (الإنجليزية)